# Aleksander Sielicki
Aleksander Sielicki (ur. 1951 we Wrocławiu) – polski grafik.
Studiował na Wydziale Ceramiki i Szkła w Akademii Sztuk Pięknych we Wrocławiu, którą ukończył w 1977 r. Członek ZPAP. Do Grupy „RYS” należał od początku jej istnienia. Sztuki ekslibrisowej uczył się pod okiem Zygmunta Waśniewskiego w Państwowym Ognisku Kultury Plastycznej. Małą grafikę zaczął uprawiać w 1965 r. W dorobku posiada około 100 ekslibrisów. Stosował dwie techniki graficzne, mianowicie linoryt i plastikoryt.
Ekslibrisy Aleksandra Sielickiego są abstrakcyjne, wyróżniają się surrealistycznymi kompozycjami. Mają wiele elegancji i dokładności.
Uczestniczył w IV i V Biennale Ekslibrisu Współczesnego w Malborku (1967 i 1969), w Festiwalu Młodzieży Szkół Artystycznych w Nowej Rudzie (1973), na wystawach „Ekslibris Wrocławski” (1970, 1972) i Grupy „RYS”, a także w Helsingor (Dania, 1972) i Nancy (Francja, 1974).